# Prahecq
Prahecq est une commune du centre-ouest de la France située dans le département des Deux-Sèvres en région Nouvelle-Aquitaine.

## Géographie

### Localisation
Prahecq est une ville qui compte plus de 2 000 habitants. Elle est située à 15 km de Niort.
Le territoire de la commune est limitrophe de ceux de 5 communes :
|         | Vouillé                   |                              |
| Aiffres | Prahecq                   | Aigondigné                   |
|         | Saint-Martin-de-Bernegoue | Brûlain (par un quadripoint) |

### Climat
Pour des articles plus généraux, voir Climat de la Nouvelle-Aquitaine et Climat des Deux-Sèvres.
Historiquement, la commune est exposée à un climat océanique du nord-ouest.  
En 2020, Météo-France publie une typologie des climats de la France métropolitaine dans laquelle la commune est exposée à un climat océanique et est dans la région climatique Poitou-Charentes, caractérisée par un bon ensoleillement, particulièrement en été et des vents modérés.
Pour la période 1971-2000, la température annuelle moyenne est de 12,2 °C, avec une amplitude thermique annuelle de 14,5 °C. Le cumul annuel moyen de précipitations est de 838 mm, avec 12 jours de précipitations en janvier et 6,9 jours en juillet. Pour la période 1991-2020, la température moyenne annuelle observée sur la station météorologique la plus proche, située sur la commune de Celles-sur-Belle à 10 km à vol d'oiseau, est de 12,7 °C et le cumul annuel moyen de précipitations est de 901,7 mm,. Pour l'avenir, les paramètres climatiques de la commune estimés pour 2050 selon différents scénarios d’émission de gaz à effet de serre sont consultables sur un site dédié publié par Météo-France en novembre 2022.

## Urbanisme

### Typologie
Au 1er janvier 2024, Prahecq est catégorisée bourg rural, selon la nouvelle grille communale de densité à sept niveaux définie par l'Insee en 2022.
Elle appartient à l'unité urbaine de Prahecq, une unité urbaine monocommunale constituant une ville isolée,. Par ailleurs la commune fait partie de l'aire d'attraction de Niort, dont elle est une commune de la couronne,. Cette aire, qui regroupe 91 communes, est catégorisée dans les aires de 50 000 à moins de 200 000 habitants,.

### Occupation des sols
L'occupation des sols de la commune, telle qu'elle ressort de la base de données européenne d’occupation biophysique des sols Corine Land Cover (CLC), est marquée par l'importance des territoires agricoles (91,7 % en 2018), en diminution par rapport à 1990 (93,6 %). La répartition détaillée en 2018 est la suivante : 
terres arables (74,9 %), zones agricoles hétérogènes (15,4 %), zones urbanisées (6,2 %), zones industrielles ou commerciales et réseaux de communication (2,1 %), prairies (1,3 %). L'évolution de l’occupation des sols de la commune et de ses infrastructures peut être observée sur les différentes représentations cartographiques du territoire : la carte de Cassini (XVIIIe siècle), la carte d'état-major (1820-1866) et les cartes ou photos aériennes de l'IGN pour la période actuelle (1950 à aujourd'hui).

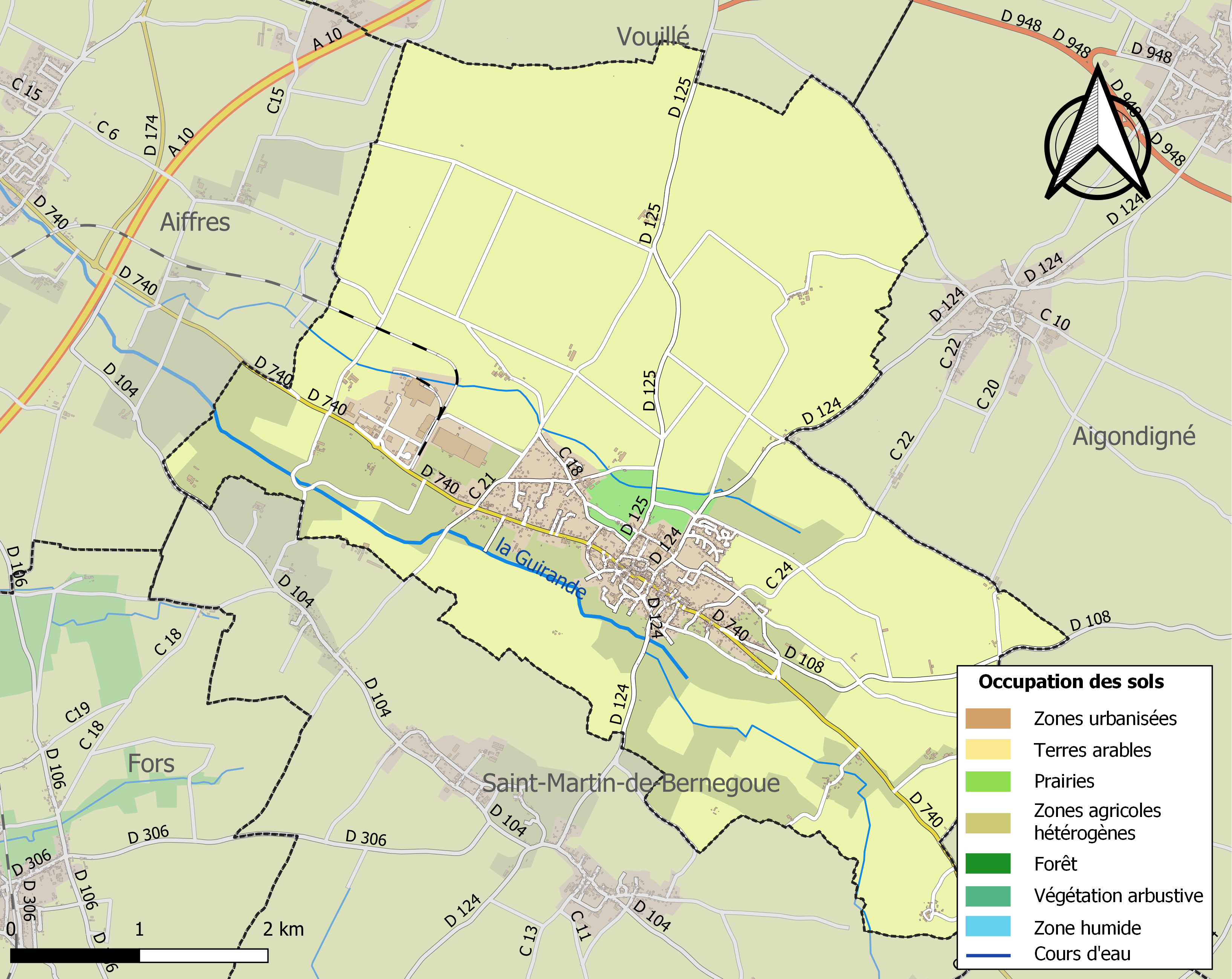
Carte des infrastructures et de l'occupation des sols de la commune en 2018 (CLC).

### Risques majeurs
Le territoire de la commune de Prahecq est vulnérable à différents aléas naturels : météorologiques (tempête, orage, neige, grand froid, canicule ou sécheresse), inondations, mouvements de terrains et séisme (sismicité modérée). Il est également exposé à un risque technologique,  le transport de matières dangereuses. Un site publié par le BRGM permet d'évaluer simplement et rapidement les risques d'un bien localisé soit par son adresse soit par le numéro de sa parcelle.

#### Risques naturels
Certaines parties du territoire communal sont susceptibles d’être affectées par le risque d’inondation par débordement de cours d'eau, notamment la Guirande. La commune a été reconnue en état de catastrophe naturelle au titre des dommages causés par les inondations et coulées de boue survenues en 1982, 1983, 1999 et 2010,.

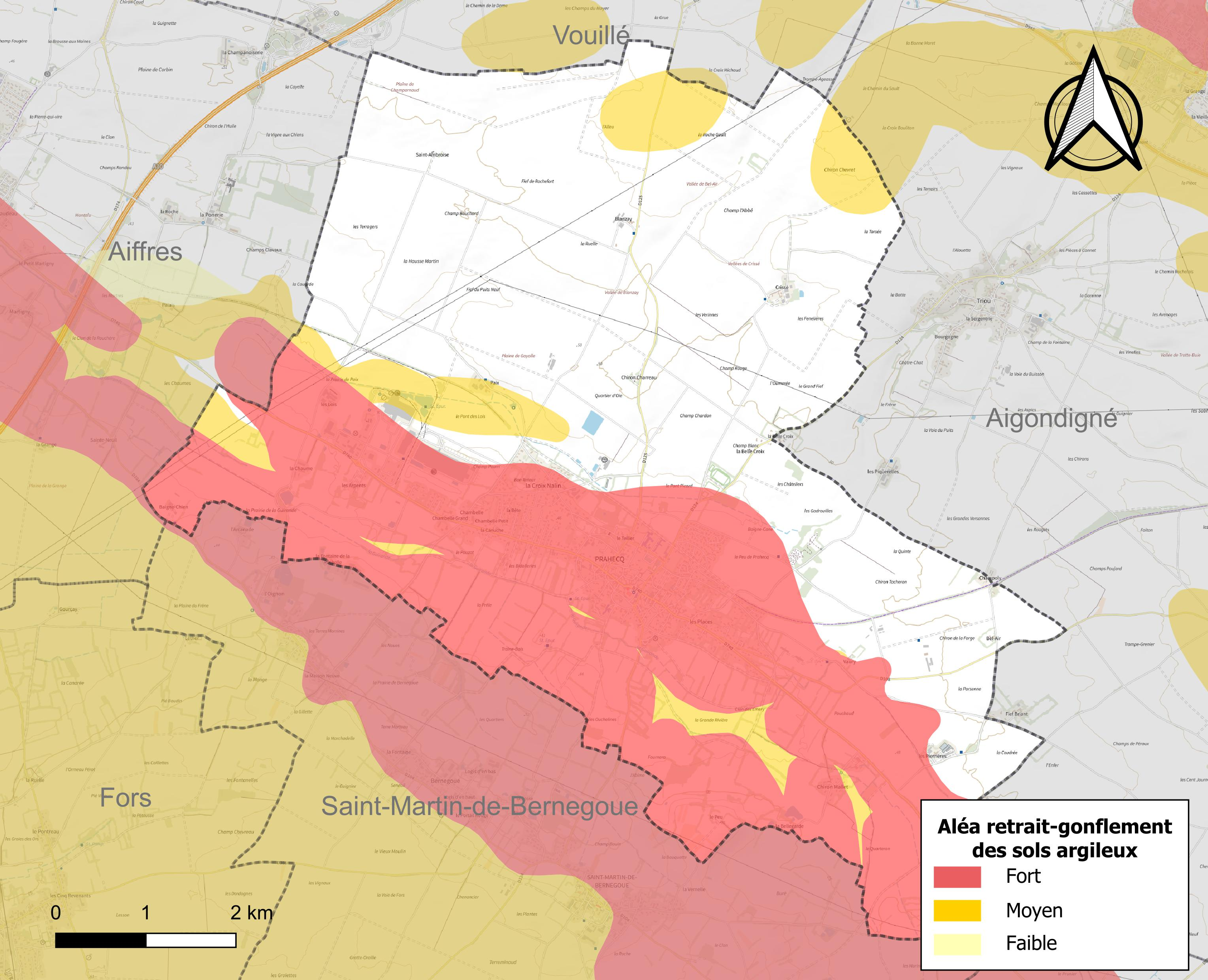
Carte des zones d'aléa retrait-gonflement des sols argileux de Prahecq.

Les mouvements de terrains susceptibles de se produire sur la commune sont des tassements différentiels. Le retrait-gonflement des sols argileux est susceptible d'engendrer des dommages importants aux bâtiments en cas d’alternance de périodes de sécheresse et de pluie. 46,9 % de la superficie communale est en aléa moyen ou fort (54,9 % au niveau départemental et 48,5 % au niveau national). Depuis le 1er octobre 2020, en application de la loi ELAN, différentes contraintes s'imposent aux vendeurs, maîtres d'ouvrages ou constructeurs de biens situés dans une zone classée en aléa moyen ou fort,.
La commune a été reconnue en état de catastrophe naturelle au titre des dommages causés par la sécheresse en 1989, 1991, 2003, 2005, 2011 et 2017 et par des mouvements de terrain en 1999 et 2010.

## Histoire
La ville de Prahecq a une église dédiée à saint Maixent,  L'église a une belle histoire derrière elle. À l'intérieur, vous découvrirez sur les colonnes, des visages sculptés et on y voit la fée Mélusine, il y a aussi deux tombes sous l'église. Cette église serait reliée au château de la Voûte et va jusqu'au fort par des souterrains qui sont maintenant inutilisables car ceux-ci se sont effondrés

## Politique et administration

### Liste des maires
| Période                                  | Période  | Identité        | Étiquette                 | Qualité |
| ---------------------------------------- | -------- | --------------- | ------------------------- | --- |
| mars 1983                                | mai 2020 | Claude Roulleau | DVD puis UDF-CDS puis DVD | Agriculteur retraité Conseiller général du canton de Prahecq (1973 → 1992) Vice-président du conseil général (1989 → 1992) Président (2014) puis 1er vice-président de la CA du Niortais (2014 → 2020) Réélu en 1989, 1995, 2001, 2008 et 2014 |
| mai 2020                                 | En cours | Sonia Lussiez   | SE                        | Assistante administrative et technique |
| Les données manquantes sont à compléter. |          |                 |                           | |

## Population et société

### Démographie

#### Évolution démographique
L'évolution du nombre d'habitants est connue à travers les recensements de la population effectués dans la commune depuis 1793. Pour les communes de moins de 10 000 habitants, une enquête de recensement portant sur toute la population est réalisée tous les cinq ans, les populations de référence des années intermédiaires étant quant à elles estimées par interpolation ou extrapolation. Pour la commune, le premier recensement exhaustif entrant dans le cadre du nouveau dispositif a été réalisé en 2007.

En 2022, la commune comptait 2 249 habitants, en évolution de +4,27 % par rapport à 2016 (Deux-Sèvres : +0,18 %, France hors Mayotte : +2,11 %).
| 1793 | 1800 | 1806 | 1821 | 1831 | 1836 | 1841  | 1846  | 1851  |
| ---- | ---- | ---- | ---- | ---- | ---- | ----- | ----- | ----- |
| 830  | 744  | 825  | 863  | 980  | 974  | 1 030 | 1 046 | 1 051 |

| 1856  | 1861  | 1866  | 1872  | 1876  | 1881  | 1886  | 1891  | 1896  |
| ----- | ----- | ----- | ----- | ----- | ----- | ----- | ----- | ----- |
| 1 082 | 1 122 | 1 080 | 1 070 | 1 044 | 1 082 | 1 112 | 1 104 | 1 037 |

| 1901  | 1906 | 1911 | 1921 | 1926 | 1931 | 1936 | 1946 | 1954 |
| ----- | ---- | ---- | ---- | ---- | ---- | ---- | ---- | ---- |
| 1 021 | 996  | 972  | 953  | 907  | 901  | 901  | 904  | 919  |

| 1962 | 1968 | 1975  | 1982  | 1990  | 1999  | 2006  | 2007  | 2012  |
| ---- | ---- | ----- | ----- | ----- | ----- | ----- | ----- | ----- |
| 859  | 939  | 1 051 | 1 495 | 1 613 | 1 651 | 1 951 | 1 994 | 2 043 |

| 2017  | 2022  | - | - | - | - | - | - | - |
| ----- | ----- | - | - | - | - | - | - | - |
| 2 179 | 2 249 | - | - | - | - | - | - | - |

#### Pyramide des âges
La population de la commune est plus jeune que celle du département. En 2018, le taux de personnes d'un âge inférieur à 30 ans s'élève à 33,0 %, soit un taux supérieur à la moyenne départementale (31,9 %). Le taux de personnes d'un âge supérieur à 60 ans (26,4 %) est inférieur au taux départemental (30,0 %).
En 2018, la commune comptait 1 103 hommes pour 1 097 femmes, soit un taux de 50,14 % d'hommes, supérieur au taux départemental (48,95 %).
Les pyramides des âges de la commune et du département s'établissent comme suit :
| Hommes | Classe d’âge | Femmes |
| ------ | ------------ | ------ |
| 0,6    | 90 ou +      | 3,5    |
| 7,3    | 75-89 ans    | 9,9    |
| 15,3   | 60-74 ans    | 16,0   |
| 23,1   | 45-59 ans    | 22,6   |
| 17,5   | 30-44 ans    | 18,1   |
| 16,2   | 15-29 ans    | 12,9   |
| 20,0   | 0-14 ans     | 17,0   |

| Hommes | Classe d’âge | Femmes |
| ------ | ------------ | ------ |
| 1,1    | 90 ou +      | 2,5    |
| 8,6    | 75-89 ans    | 11,1   |
| 18,8   | 60-74 ans    | 19,5   |
| 20,9   | 45-59 ans    | 20,4   |
| 17,3   | 30-44 ans    | 17     |
| 15,6   | 15-29 ans    | 13,3   |
| 17,7   | 0-14 ans     | 16,2   |

## Économie
La ville offre de nombreux services (ex. : poste, EHPAD (petit logis), etc.), ainsi que des artisans (boulangerie pâtisserie, un bureau de tabac, deux fleuristes, deux salons de coiffure, des restaurants ). Prahecq a aussi une base économique qui regroupe des PME, et de plus importantes entreprises comme la zone de stockage Super U ou bien alors l'usine d'embouteillage Intermarchė de la Fiée des lois, qui puise et met en bouteille l'eau de source qui s'écoule sous la commune (Prahecq signifiant "pré humide").

## Culture locale et patrimoine

### Lieux et monuments
- Fosse de Paix (puits artésien),
- Château de la Voûte,
- Fiée des Lois (source naturelle d'eau, et dont la ville porte le nom Prahecq = pré humide),
- Butte du Peu (point culminant de la commune à 78 m ; d'après la légende, elle aurait été créée par les excréments de Gargantua),
- L'église Saint-Maixent. L'édifice a été classé au titre des monuments historiques en 1911[26].

### Personnalités liées à la commune
- Abel Amiaux (1861-1939), illustrateur français y est né.
- André Nocquet, (1914-1999), fondateur de l'aïkido en France y est né et sa maison se situe sur la place du village.
- Étienne Capoue, né à Niort le 11 juillet 1988, footballeur international français, a été élève au collège Émile Zola au début des années 2000[27].
- Jules Gabriel Hubert-Sauzeau, (1856-1927), artiste peintre, y est né.